# هيلين كووي
هيلين كووي (بالإنجليزية: Helen Stephen Cowie)‏ هي طبيبة نيوزيلندية، ولدت في 29 سبتمبر 1875، وتوفيت في 8 يوليو 1956.